# Residenza Oberpayrsberg
La residenza Oberpayrsberg (in lingua tedesca Ansitz Oberpayrsberg) è una nobile dimora storica circondata da vigneti a Bolzano. Si trova in via S. Osvaldo. Dal 1953 è sotto tutela come monumento storico.
La casa era in origine una tenuta della chiesa vescovile di Augusta e fu menzionata per la prima volta alla fine del XIII secolo. Successivamente passò nelle mani dei Boymont-Payrsberg, che intorno al 1571 la trasformarono in residenza. Attraverso un matrimonio, la casa passò alla famiglia Niedertor di Bolzano. Sopra il portone d'ingresso si trova uno stemma d'alleanza Payrsberg-Niedertor con la data 1571. La cappella dedicata a Sant'Ulrico e Sant'Afra di Augusta, consacrata nel 1487, presenta ancora elementi architettonici del tardo gotico. La struttura fu successivamente divisa in Oberpayrsberg e Unterpayrsberg (Streiter). Dalla fine del XIX secolo la residenza è di proprietà della famiglia von Braitenberg.

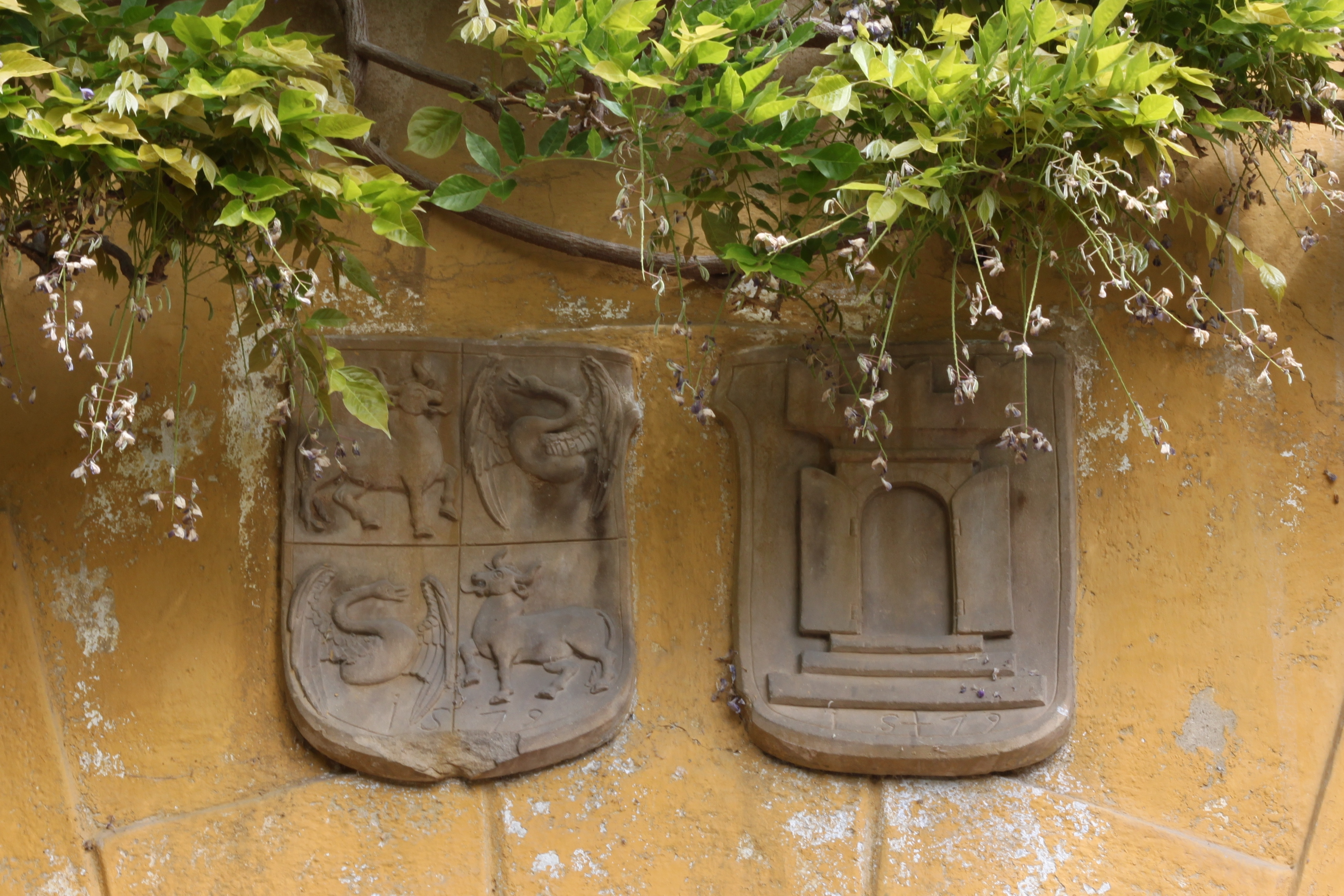
Gli stemma dei Payrsberg-Niedertor sopra il portone della residenza

L'archivio storico di Oberpayrsberg è stato ceduto nel 1987 dalla famiglia von Braitenberg all'Archivio Provinciale di Bolzano quale deposito. Esso documenta principalmente i beni e i titoli legali delle famiglie Boymont-Payrsberg, Niedertor, Gerstl e Weineck. Oltre a 655 documenti ufficiali risalenti al periodo 1204-1774, il fondo comprende circa 230 manoscritti e registri, tra cui antichi registri fondiari e vinicoli, inventari, fatture, corrispondenza, documenti relativi a divisioni ereditarie e contratti matrimoniali.
La parte meridionale della residenza fu colpita da una bomba aerea durante la seconda guerra mondiale e venne ricostruita con una facciata modernizzata nel dopoguerra.